# بيل هاريس
بيل هاريس (بالإنجليزية: Bill Harris)‏ (31 أكتوبر 1928 بسوانزي في المملكة المتحدة - 1 ديسمبر 1989 بميدلزبرة في المملكة المتحدة) هو لاعب كرة قدم بريطاني في مركز نصف الجناح. شارك مع منتخب ويلز لكرة القدم. أما مع النوادي، فقد لعب مع برادفورد سيتي وسوانزي سيتي ونادي سانت إيلي تاون ونادي ميدلزبره وهال سيتي.

## وصلات خارجية
- بيل هاريس على موقع قاعدة بيانات كرة القدم.إي يو (الإنجليزية)
- بيل هاريس على موقع Soccerbase.com (مدرب) (الإنجليزية)